# Récepteur intracellulaire
Les récepteurs intracellulaires sont des récepteurs situé à l'intérieur de la cellule plutôt que sur sa membrane plasmique. Les hormones thyroïdiennes et les hormones stéroïdiennes sont, par exemple, des hormones nécessitant des récepteurs intracellulaires. Il existe différents types de récepteurs intracellulaires. Par exemple, les récepteurs nucléaires sont situés sur la membrane du noyau cellulaire, alors que les récepteurs de l'inositol trisphosphate sont situés sur le réticulum endoplasmique. Les ligands qui se lient à ces récepteurs sont généralement soit des messagers secondaires intracellulaire tel l'inositol trisphosphate, soit des hormones lipophiles extracellulaires, telles les hormones stéroïdiennes et même des solutés gazeux tels que le monoxyde de carbone ou l'oxyde nitrique. Les gazorécepteurs peuvent être à la fois des facteurs de transcription et des enzymes. Quelques hormones peptidiques intracrines possèdent également un récepteur intracellulaire associé.